# داینو
داینو (انگلیسی: Dino) شرکت خرده‌فروشی لهستانی است، که در سال ۱۹۹۹ تأسیس شد.